# Episodi di 14º Distretto (ventottesima stagione)
La ventottesima stagione della serie televisiva 14º Distretto è stata trasmessa in anteprima in Germania da Das Erste tra il 24 novembre 2014 e il 23 marzo 2015.
| nº | Titolo originale            | Titolo italiano | Prima TV Germania | Prima TV Italia |
| -- | --------------------------- | --------------- | ----------------- | --------------- |
| 1  | Der gute Bulle (Teil 1)     | inedito         | 24 novembre 2014  | inedito         |
| 2  | Der gute Bulle (Teil 2)     | inedito         | 1º dicembre 2014  | inedito         |
| 3  | Ninas Rennen                | inedito         | 8 dicembre 2014   | inedito         |
| 4  | Die Kleine Polizistin       | inedito         | 15 dicembre 2014  | inedito         |
| 5  | Pauls Versuchung            | inedito         | 5 gennaio 2015    | inedito         |
| 6  | Ein Mann - ein Wort         | inedito         | 12 gennaio 2015   | inedito         |
| 7  | Der Kronzeuge               | inedito         | 19 gennaio 2015   | inedito         |
| 8  | Zwei Halunken               | inedito         | 26 gennaio 2015   | inedito         |
| 9  | Foul                        | inedito         | 2 febbraio 2015   | inedito         |
| 10 | Teufelsbrück                | inedito         | 9 febbraio 2015   | inedito         |
| 11 | Kameraden                   | inedito         | 16 febbraio 2015  | inedito         |
| 12 | Schwarze Löcher             | inedito         | 23 febbraio 2015  | inedito         |
| 13 | Amali heißt Hoffnung        | inedito         | 2 marzo 2015      | inedito         |
| 14 | Wiedersehen mit einer Toten | inedito         | 9 marzo 2015      | inedito         |
| 15 | Hals über Kopf              | inedito         | 16 marzo 2015     | inedito         |
| 16 | Wer du wirklich bist        | inedito         | 23 marzo 2015     | inedito         |